# Bohumil Hrabal

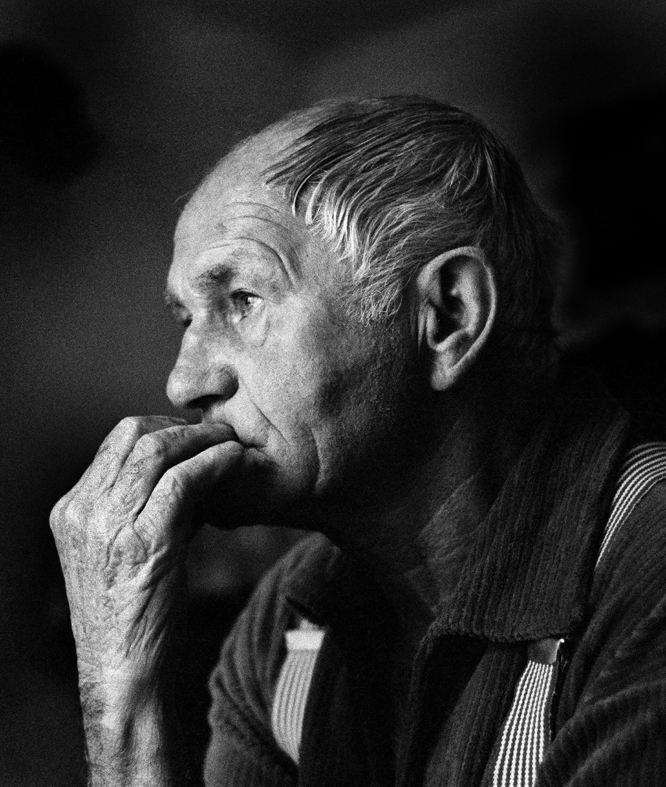
Bohumil Hrabal 1988, Fotoporträt von Hana Hamplová

Bohumil Hrabal (* 28. März 1914 in Brünn als Bohumil František Kilian; † 3. Februar 1997 in Prag) war ein tschechischer Schriftsteller. Er gilt als einer der bedeutendsten tschechischen Autoren des 20. Jahrhunderts.

## Leben
Bohumil Hrabal kam in Brünn als unehelicher Sohn von Marie Kilianová und dem österreichischen Offizier Bohumil Blecha zur Welt. Sein leiblicher Vater war nicht bereit, ihn als Kind anzuerkennen, weshalb er bis zum dritten Lebensjahr bei den Großeltern in Brünn lebte. Als seine Mutter 1916 den Buchhalter der Brauerei in Polná František Hrabal heiratete, nahm dieser Bohumil als seinen Sohn an. Die Familie zog 1919 nach Nymburk an der Elbe, wo Hrabal seine Kindheit und Jugend verbrachte.
Das Aufwachsen in Nymburk verarbeitete Hrabal in verschiedenen seiner literarischen Werke, etwa der Trilogie Das Städtchen am Wasser (Die Schur, Schöntrauer, Harlekins Millionen) und in Das Städtchen, in dem die Zeit stehenblieb.
Hrabal war kein besonders guter Schüler. Sein Interesse galt dem Geschehen in der Brauerei und Josef, genannt Onkel Pepin, dem Bruder seines Stiefvaters František, der „zu Besuch kam und bis zum Tode blieb“. Der Redefluss Onkel Pepins diente Hrabal als Inspiration für seinen charakteristischen literarischen Stil, für den er das Fantasiewort „pábit“ (deutsch „bafeln“) erfand. Ein langer stilisierter Monolog Onkel Pepins findet sich in den Tanzstunden für Erwachsene und Fortgeschrittene.
Hrabal schrieb bereits seit den 1930er Jahren literarische Texte, die zunächst unveröffentlicht blieben. Nach seiner Matura im Jahr 1935 studierte Hrabal an der Rechtswissenschaftlichen Fakultät der Karls-Universität in Prag. Er besuchte gleichzeitig auch Vorlesungen über Literaturgeschichte, Kunst und Philosophie. Aufgrund der Schließung der tschechischen Hochschulen während der NS-Protektoratszeit konnte er das Studium erst 1946 abschließen. Während des Zweiten Weltkriegs war Hrabal bei der Eisenbahn als Fahrdienstleiter in Kostomlaty nad Labem beschäftigt, was später ebenfalls in seinem Werk Niederschlag fand (Reise nach Sondervorschrift – Zuglauf überwacht). In der Folge war er als Versicherungsagent, Handelsreisender und schließlich ab 1949 als Hilfsarbeiter in einer Stahlhütte tätig. Nach einem schweren Unfall arbeitete er dort von 1953 bis 1959 als Verpacker von Altpapier in einem Rohstofflager. Diese Zeit ist literarisch verarbeitet in einer seiner bekanntesten Erzählungen Allzu laute Einsamkeit sowie im ersten Teil der autobiographischen Romantrilogie Hochzeiten im Hause. 1956 heiratete Hrabal auf Schloss Libeň in Prag Eliška Plevová. 

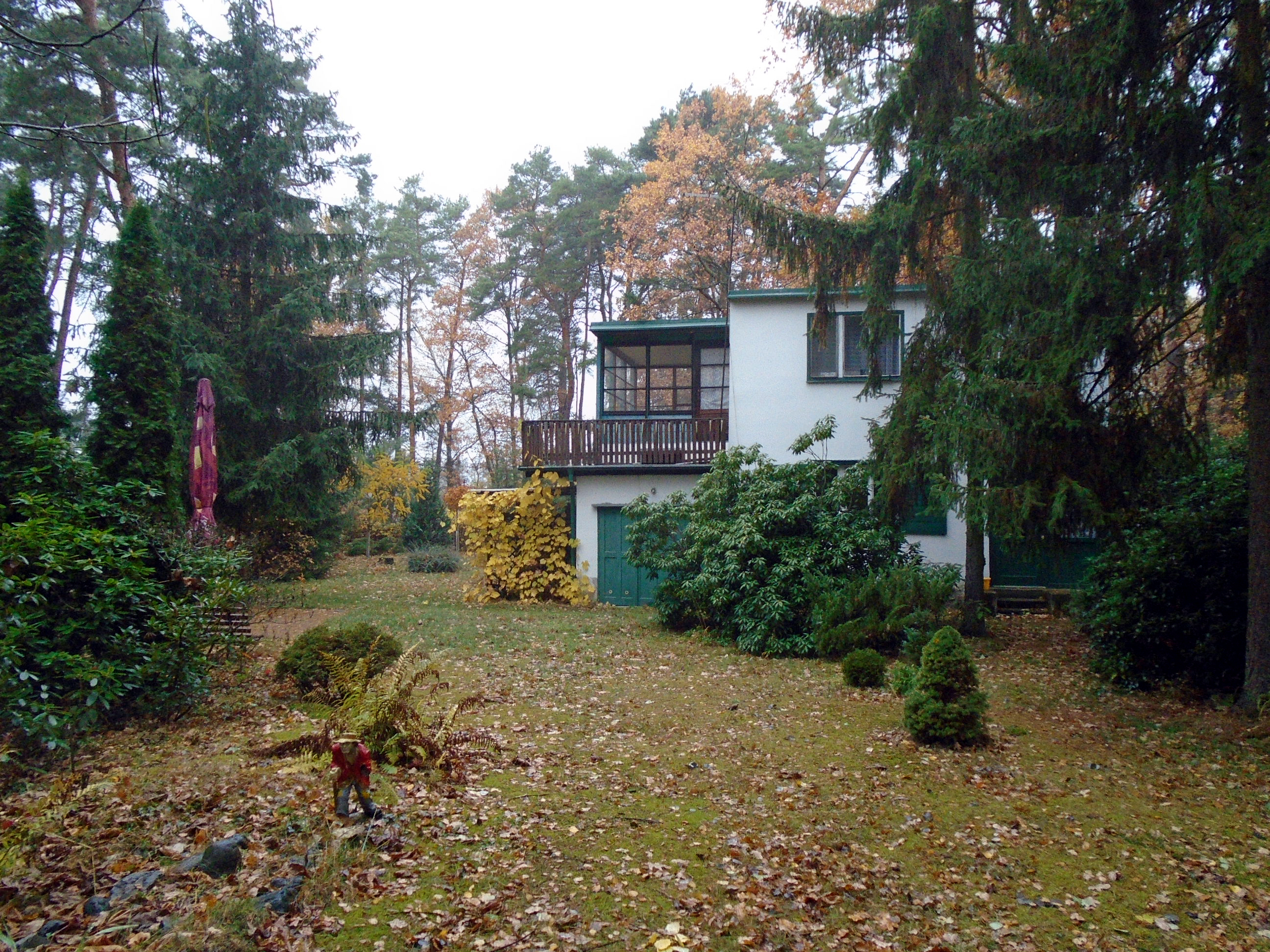
Hrabals Ferienhaus in Kersko

Erste Texte Hrabals erschienen vereinzelt in den 1950er Jahren. Zum Beruf machte er das Schreiben 1963. 1965 kaufte sich Hrabal ein Ferienhaus in Kersko, einer Siedlung in der Gemeinde Hradištko, die zur Inspiration für die Sammlung Schneeglöckchenfeste wurde.

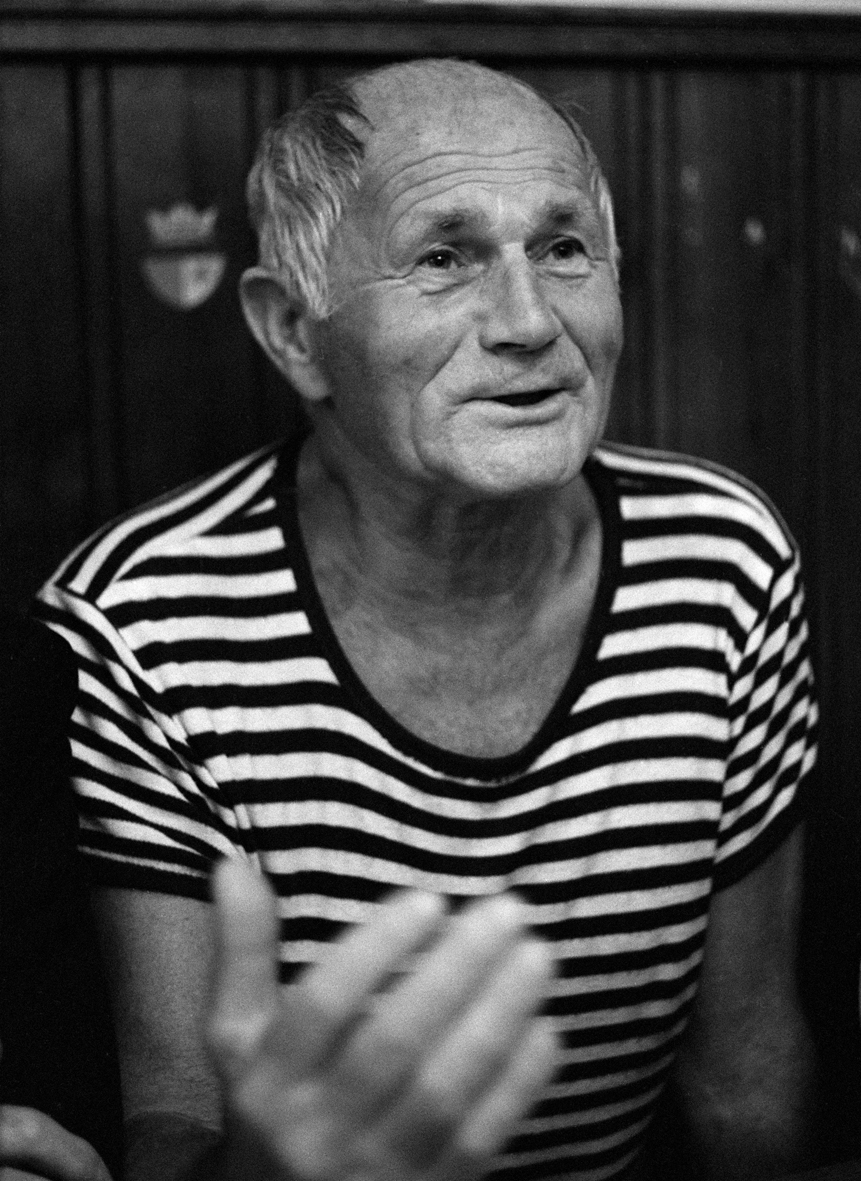
Hrabal 1985, Foto von Hana Hamplová

Zur Zeit der Normalisierung nach der Niederschlagung des Prager Frühlings galt ab dem Jahr 1970 ein Publikationsverbot für Hrabals Werke. Er schrieb daher in Samisdat- oder Exil-Zeitschriften. 1975 veröffentlichte er in der Zeitschrift Tvorba einen selbstkritischen Aufsatz, der es ihm unter teilweise strenger Aufsicht der Zensur ermöglichte, wieder zu publizieren. Eine Reihe seiner Werke wurde vom Verlag Pražská imaginace („Prager Imagination“) herausgegeben, anfänglich ein Samisdat-Verlag. In den Jahren 1991 bis 1997 erschien dort sein gesammeltes Werk in 19 Bänden.
Bohumil Hrabal starb in Prag, nachdem er beim Füttern von Tauben aus dem 5. Stock des Krankenhauses Na Bulovce stürzte, in dem er in Behandlung war. Ob Hrabals Tod ein Suizid oder ein Unfall war, ist nicht endgültig geklärt. Spekulationen über einen Freitod nährte die ungewöhnliche Todesart, die Gemeinsamkeiten mit Szenen aus Hrabals Werk aufweist. In diesem Zusammenhang wird auch auf die drei berühmten Prager Fensterstürze angespielt, Hrabals Tod soll demnach den vierten Prager Fenstersturz darstellen.
Er wurde im Familiengrab auf dem Friedhof in Hradištko u Sadské bestattet. In demselben Grab sind auch seine Mutter „Maryška“, Stiefvater „Francin“, Onkel „Pepin“, Ehefrau „Pipsi“ und Bruder „Slávek“ begraben.

## Literarische Einordnung
Hrabal setzte sich im literarisch produktiven Klima der 1960er-Jahre als eine der prägendsten Gestalten der tschechischen Literatur durch, wobei die wechselnden äußeren Bedingungen der Zensur dazu führten, dass die Publikations- und Wirkungsgeschichte seiner Werke nicht immer parallel zu ihrer Entstehung verlief. Typisch für Hrabals Stil sind die Vermischung verschiedener Sprachebenen, (Selbst-)Ironie, stark stilisierte Autofiktion und zahlreiche intertextuelle Bezüge zu anderen Werken. Hrabal verweigert sich der ideologisch engagierten Literatur und schreibt konsequent apolitisch. Er richtet seinen Fokus auf die alltäglichen Erscheinungen, häufig an der Peripherie der Gesellschaft, mit teils bizarren Figuren und Schauplätzen. Hrabal entwickelte einen eigenen Figurentypus, den redseligen Bafler (pábitel), der durch weitschweifende Monologe und dadurch, wie und wovon er erzählt, seine Weltsicht offenbart.
Laut Karl-Heinz Jähn ist „Hrabal […] ein echt tschechischer Schriftsteller, dessen künstlerische Vorbilder vor allem in der Literatur seiner Heimat zu finden sind, obwohl eine entfernte Verwandtschaft zu Schelmuffsky oder Colas Breugnon spürbar wird.“

## Nachleben und Würdigung
Er erhielt unter anderem folgende Literaturpreise und Auszeichnungen:
- 1968: Klement-Gottwald-Staatspreis
- 1992: Premio Letterario Internazionale Mondello
- 1993: Jaroslav-Seifert-Preis
- 1996: Ehrendoktorwürde der Universität Padua
- 1996: tschechische Verdienstmedaille

Am 1. September 1993 wurde der Asteroid (4112) Hrabal nach ihm benannt.
In Prag-Libeň befindet sich an Hrabals ehemaligem Wohnort der Bohumil-Hrabal-Platz (náměstí Bohumila Hrabala). In Brünn tragen eine Straße und ein Park, in Nymburk eine Straße sowie ein Gymnasium seinen Namen. Neben mehreren weiteren Straßenbenennungen in tschechischen Städten wurde 2010 eine Bohumil-Hrabal-Brücke über die Elbe in Lysá nad Labem benannt.
Das Theaterstück Hrabal und der Mann am Fenster von Bernhard Setzwein erzählt aus der Perspektive des Nachlebens. Die Uraufführung unter der Regie von Mia Constantine fand am 6. Juni 2015 im Theater am Haidplatz in Regensburg statt.

## Werke

### In deutscher Übersetzung
- Die Bafler. Erzählungen. ISBN 3-518-39263-8.
- Reise nach Sondervorschrift, Zuglauf überwacht. Erzählungen. Dt. v. Franz Peter Künzel. ISBN 978-3-518-24037-3.
- Tanzstunden für Erwachsene und Fortgeschrittene. Dt. v. Franz Peter Künzel. ISBN 978-3-518-24038-0.
- Moritaten und Legenden.
- Das Städtchen, in dem die Zeit stehenblieb. ISBN 3-518-39267-0.
- Die Schur. Dt. v. Franz Peter Künzel. ISBN 3-518-38113-X.
- Abendkurs.
- Ein fader Nachmittag.
- Das Haaropfer.
- Der Tod des Herrn Baltisberger,
- Emánek.
- Engelsaugen.
- Die Schwindler.
- Baron Münchhausen.
- Taufe.
- Prager Krippenspiel.
- Jarmilka.
- Die Beerdigung.
- Automat Welt.
- Wollen Sie das Goldene Prag sehen?
- Die Kameliendame.
- Diamantenauge.
- Romanze.
- Scharf überwachte Züge.
- Schöntrauer. Dt. v. Franz Peter Künzel. ISBN 978-3-518-38114-4.
- Harlekins Millionen. Dt. v. Petr Simon und Max Rohr. ISBN 978-3-518-38115-1.
- Bambini di Praga.
- Allzu laute Einsamkeit.
- Leben ohne Smoking.
- Die Katze Autitschko.
- Sanfte Barbaren.
- Schneeglöckchenfeste. Dt. v. Petr Simon. ISBN 978-3-518-24136-3.
- Ein Heft ungeteilter Aufmerksamkeit. Dt. v. Susanna Roth. ISBN 978-3-518-24036-6.
- Ich habe den englischen König bedient. Dt. v. Karl-Heinz Jähn. ISBN 978-3-518-38254-7.
- Hochzeiten im Hause. Ein Mädchenroman. Dt. v. Susanna Roth. ISBN 978-3-518-40530-7. (Original: Svatby v domě. 1987)
- Verkaufe Haus, in dem ich nicht mehr wohnen will. ISBN 3-518-39266-2.
- Ich dachte an die goldenen Zeiten. ISBN 978-3-86615-526-8.
- Die Zauberflöte.

### In tschechischer Sprache
- Automat Svět, 1966
- Bambini di Praga, 1978
- Barvotisky, 1990
- Bohumil Hrabal uvádí..., 1967
- Chcete vidět zlatou Prahu?, 1989
- Domácí úkoly, 1970
- Domácí úkoly z pilnosti, 1982
- Domácí úkoly z poetiky, 1984
- Dopisy Dubence (4 díly)
- Harlekýnovy milióny, 1981
- Hovory lidí, 1956

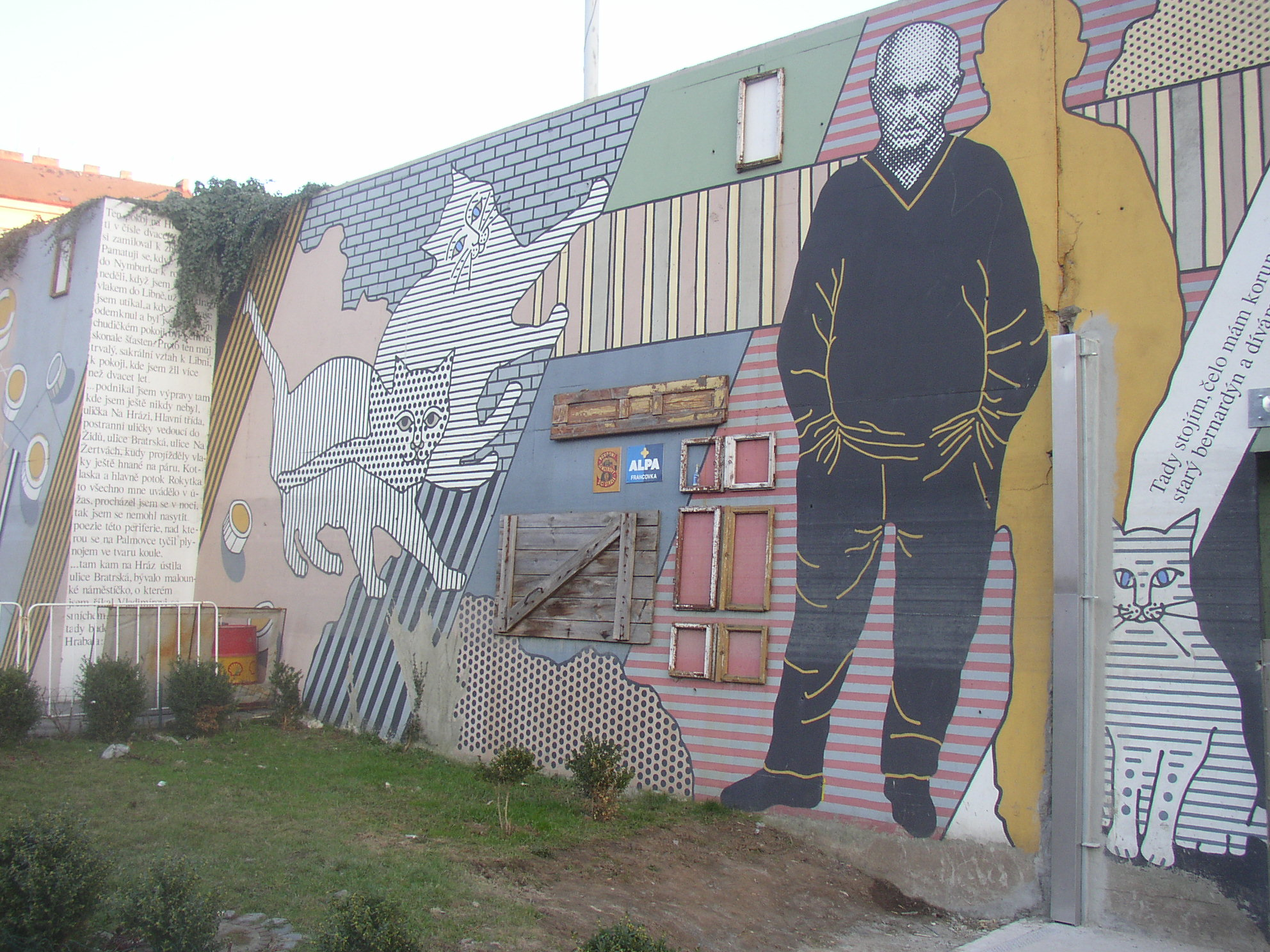
Hrabal und seine Katzen, Street Art in Prag-Libeň

- Inzerát na dům, ve kterém už nechci bydlet, 1965
- Každý den zázrak, 1979
- Kličky na kapesníku, 1989
- Kluby poezie, 1981
- Kopretina, 1965
- Krásná Poldi, 1990
- Krasosmutnění, 1979
- Listopadový uragán, 1990
- Listování ve stínech grafických listů, 1983
- Městečko u vody, 1982
- Městečko, kde se zastavil čas, 1978
- Morytáty a legendy, 1968
- Můj svět, 1989
- Něžný barbar, 1973
- Obsluhoval jsem anglického krále, 1980
- Ostře sledované vlaky, 1964
- Pábitelé, 1964
- Perlička na dně, 1963
- Ponorné říčky, 1991
- Postřižiny, 1976
- Poupata, 1970
- Proluky, 1987
- Příliš hlučná samota, 1980
- Schizofrenické evangelium, 1990
- Skřivánek na niti, 1959
- Slavnosti sněženek, 1978
- Svatby v domě, 1987
- Taneční hodiny pro starší a pokročilé, 1964
- Toto město je ve společné péči obyvatel, 1967
- Tři novely, 1989
- Vita nuova, 1986
- Ztracená ulička, 1948
- Život bez smokingu, 1986

## Verfilmungen
Drehbuch
- 1966: Liebe nach Fahrplan (Ostře sledované vlaky)
- 1969/90: Lerchen am Faden (Skřivánci na niti)
- 1980: Kurzgeschnitten (Postřižiny)
- 1983: Das Wildschwein ist los (Slavnosti sněženek)

Literarische Vorlage
- 1965: Fádní odpoledne (Kurzspielfilm)
- 1965: Perlen auf dem Meeresgrund (Perličky na dně) (Episodenfilm nach fünf Kurzgeschichten)
- 1965: Intime Beleuchtung (Intimní osvětlení)
- 1987: Engelsaugen (Kurzspielfilm, HFF Potsdam-Babelsberg)
- 1989: Něžný barbar
- 1994: Příliš hlučná samota
- 2006: Ich habe den englischen König bedient (Obsluhoval jsem anglického krále)